# بيتر أندرياس هانسن
بيتر أندرياس هانسن (بالألمانية: Peter Andreas Hansen)‏ (ولد في 8 ديسمبر 1795 في الدنمارك - توفي في 28 مارس 1874 في ألمانيا) هو عالم فلك دانماركي ألماني.

## روابط خارجية
- بيتر أندرياس هانسن على موقع الموسوعة البريطانية (الإنجليزية)
- بيتر أندرياس هانسن على موقع إن إن دي بي (الإنجليزية)